# Апеле-Вій
Апеле-Вій (рум. Apele Vii) — комуна у повіті Долж в Румунії. До складу комуни входить єдине село Апеле-Вій.
Комуна розташована на відстані 167 км на захід від Бухареста, 35 км на південний схід від Крайови.

## Населення
За даними перепису населення 2002 року у комуні проживали 2487 осіб.
Національний склад населення комуни:
| Національність | Кількість осіб | Відсоток |
| -------------- | -------------- | -------- |
| румуни         | 2467           | 99,2%    |
| цигани         | 18             | 0,7%     |
| угорці         | 1              | < 0,1%   |
| німці          | 1              | < 0,1%   |

Рідною мовою назвали:
| Мова      | Кількість осіб | Відсоток |
| --------- | -------------- | -------- |
| румунська | 2472           | 99,4%    |
| циганська | 14             | 0,6%     |
| угорська  | 1              | < 0,1%   |

Склад населення комуни за віросповіданням:
| Релігія            | Кількість осіб | Відсоток |
| ------------------ | -------------- | -------- |
| православні        | 2482           | 99,8%    |
| п'ятдесятники      | 3              | 0,1%     |
| не вказали релігію | 2              | 0,1%     |

## Зовнішні посилання
- Дані про комуну Апеле-Вій на сайті Ghidul Primăriilor [Архівовано 15 травня 2012 у Wayback Machine.]